# Взрыв складов боеприпасов в Североморске (1984)
Взрыв складов боеприпасов в Североморске — серия взрывов на складах боеприпасов, длившиеся с 13 по 17 мая 1984 года на военно-морском складе боеприпасов «Окольная», недалеко от Североморской военно-морской базы (штаб Северного флота Военно-морского флота СССР).

## История
Пожар на складах начался еще 13 мая в базе Окольная. По некоторым версиям причиной послужило неправильное хранение боеприпасов. Официальная версия причин пожара отметила курение в неположенном месте.
Взрывы произошли 17 мая 1984 года в Североморске на складах ракетного оружия. Взорвались 50 % ракетного вооружения Северного флота. По флоту была объявлена «Боеготовность № 1. Фактически!», как при начале боевых действий. Флот вышел в море, у причала остался только ТАРК «Киров», прикрывавший своим зенитным вооружением город и ракетную атомную подводную лодку, на которой в это время шёл процесс погрузки боезапаса.
Пожар полностью был потушен за 5 (по другим данным 7) дней.

## Последствия
Точных данных о погибших и пострадавших нет. По официальным данным, жертвами взрывов стали 2 человека. 